# Glossolepis incisus
Glossolepis incisus là một loài cá cầu vồng đỏ trong họ Melanotaeniidae Phân bố ở Hồ Sentani ở Irian Jaya, Indonesia. Hiện nguồn cá tự nhiên có nguy cơ cạn kiệt do bị khai thác quá mức cho nhu cầu chơi cảnh.

## Đặc điểm
Chúng sống trong các vùng hồ ở miền tây New Guinea ở nước này người đáng giá cao giá trị thực phẩm của nó chứ không phải nuôi để làm cá cảnh chúng có màu sắc sặc sỡ với màu đỏ đậm đặc trưng trên cơ thể chúng sống trong vùng nước có thảm thực vật dàn phát triển nuôi chúng trong bể có dung tích tối đa 150l ngược với rambo xanh ta nên nuôi chúng với môi trường đủ ánh sáng chứ không phải ánh sáng yếu nuôi chúng thành đàn từ 5-10 con.
Cá là loài ăn tạp ăn thức ăn viên khô bobo trùn chỉ thậm chí các loài cá có kích thước nhỏ hơn chúng. Trong bể nuôi nên nuôi tỉ lệ con cái gấp đôi con đực như vậy sẽ tránh gây cạnh tranh tổn thương nhau con đực có màu đỏ đậm tươi và có những đốm bạc trên cơ thể. Con cái có màu đỏ nhưng không sặc sỡ bằng chúng đẻ trứng trứng nở trong vòng 6 ngày tách cá bố mẹ khi cá đẻ.
Cá đẻ trứng lên giá thể cây thủy sinh, tách trứng khỏi cá bố mẹ sau khi đẻ, trứng nở sau 1 tuần. Cá bột chậm lớn và đòi hỏi môi trường nước tốt trong 2 tháng đầu ương nuôi. Việc lai tạp giữa các loài trong họ cá cầu vồng có nguy cơ đánh mất màu đỏ đặc trưng của loài cá này.